# Охрид (футбольный клуб)
«Охрид» — македонский футбольный клуб представляющий в чемпионате своей страны одноимённый город. Клуб основан в 1921 году, домашним стадионом клуба, является стадион «СРЦ Билянини извори», вмещающий 3 000 зрителей. В Первой лиге Македонии клуб провёл в общей сложности 3 сезона, дебютным из которых был сезон 1994/95, в том же сезоне клуб добился и наивысшего результата в чемпионатах Македонии, в своей истории, заняв 8-е место. В сезоне 2010/11 клуб занял второе место во Второй лиге Македонии, и тем самым завоевал право спустя 15 лет вернутся в Первую лигу, сильнейший дивизион страны.

## Достижения
- Вторая лига Македонии:
  - Победитель (1): 1993/94
  - Вице-чемпион (1): 2010/11